# Betty Van Patter
Betty Louise van Patter (12 de outubro de 1929 - 13 de dezembro de 1974 ou 17 de janeiro de 1975), nascida Betty Louise Floyd, foi uma contadora que trabalhou para o Partido dos Panteras Negras. 
Foi encontrada assassinada com indícios de espancamento em dezembro de 1974 e, embora ninguém tenha sido acusado pelo crime, houve suspeitas de que ele teria sido cometido por membros do Panteras Negras, uma vez que ela teria ameaçado tornar pública descoberta de que o partido havia efetuado fraude em sua contabilidade em decorrência de graves problemas fiscais.

## Assassinato
Depois de servir como contadora para a  revista Ramparts, van Patter tornou-se auxiliar da líder dos Panteras Elaine Brown, em 1974, tendo sido apresentada ao Partido por David Horowitz.
Van Patter faltou inexplicavelmente ao serviço em 13 de dezembro de 1974. Algumas semanas depois, seu cadáver severamente espancado foi encontrado em uma praia de San Francisco Bay. Não houve provas suficientes para que a polícia acusasse qualquer pessoa pela sua morte, mas o Partido das Panteras Negras foi "quase universalmente considerado responsável", como escreveu o jornalista Frank Browning em 1987. Christopher Hitchens, por sua vez, sustentou no Los Angeles Times que: "Não há dúvida agora, e havia muito pouco então, da cumplicidade da liderança dos Panteras neste crime revoltante". Os arquivos do FBI que citavam van Patter, provavelmente investigando sua morte, foram destruídos em 2 de Março de 2009, sem que seja indicada a razão.
"Embora fosse verdade que eu tivesse desistido de Betty van Patter, eu a tinha despedido, não a matei", escreveu Brown em 1993. A líder dos Panteras Negras à época do assassinato disse que van Patter foi demitida porque estava muito irritada com o Partido, não trazendo nenhum benefício para a organização.